# Phyllida Lloyd
Phyllida Lloyd est une metteuse en scène et réalisatrice anglaise née le 17 juin 1957 à  Bristol (Somerset).

## Biographie
En novembre 1990, Phyllida Lloyd signe la première britannique du classique nigérian La Mort et l'écuyer du roi de Wole Soyinka au Royal Exchange Theatre de Manchester. Elle est assistée par le Nigérian Peter Banejo à la mise en scène et confie à l'actrice Claire Benedict (en) le rôle de la « Mère » du marché, Iyaloja.
En 2008, elle signe son premier film, Mamma Mia !, adaptation de la comédie musicale éponyme dont elle avait mis en scène le spectacle. La distribution du film s'avère alléchante : Meryl Streep, Pierce Brosnan, Colin Firth et Amanda Seyfried. Le film obtient un succès commercial même si les critiques demeurent assez mitigées.
La même année, elle est nommée parmi 101 personnes gays ou lesbiennes les plus influentes du Royaume-Uni par The Independent.
En 2010, elle devait réaliser un film sur le Dr. Muhammad Yunus, surnommé le banquier des pauvres. Ce film devait être produit par des Français et des Américains. Finalement, le projet est repris par le réalisateur Marco Amenta.

## Théâtre
- 1990 : La Mort et l'écuyer du roi de Wole Soyinka, Royal Exchange Theatre de Manchester.

## Filmographie partielle

### Cinéma
- 2008 : Mamma Mia!
- 2011 : La Dame de fer (The Iron Lady)
- 2018 : Mamma Mia! Here We Go Again (productrice seulement)
- 2020 : Herself

### Télévision
- 2000 : Gloriana (téléfilm)
- 2017-2018 : The Donmar Warehouse's All-Female Shakespeare Trilogy (mini-série télévisée, 3 épisodes)
- 2019 : Great Performances (série télévisée, 1 épisode)